# Jalmenus evagoras
Jalmenus evagoras är en fjärilsart som beskrevs av Donovan 1805. Jalmenus evagoras ingår i släktet Jalmenus och familjen juvelvingar. Inga underarter finns listade i Catalogue of Life.

## Bildgalleri

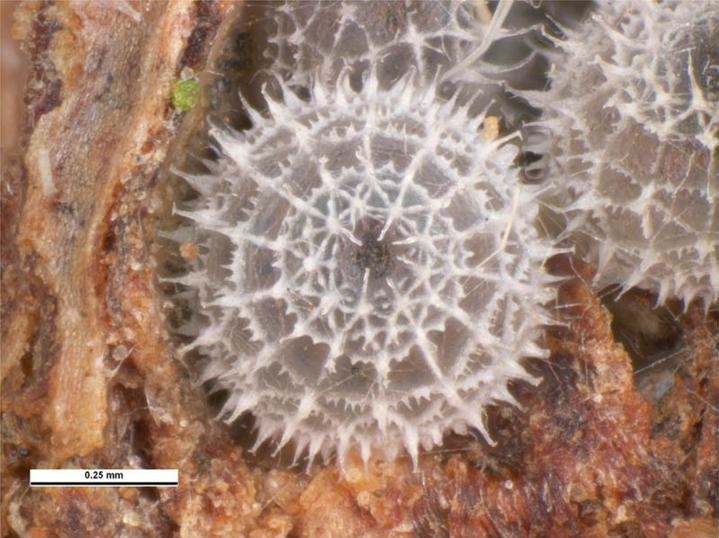
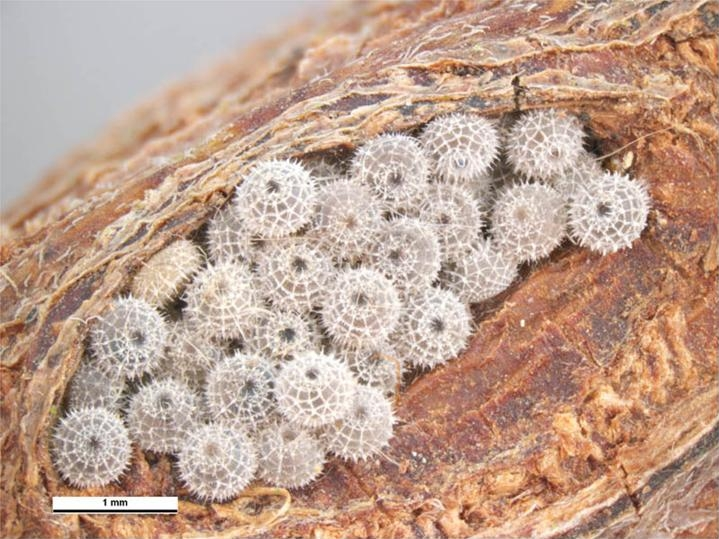
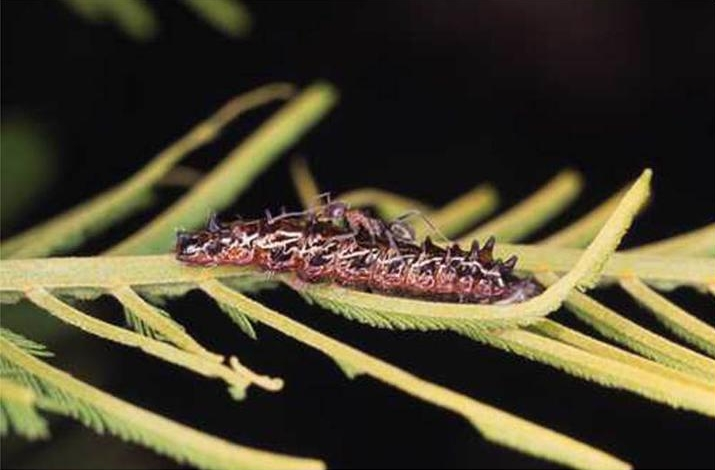
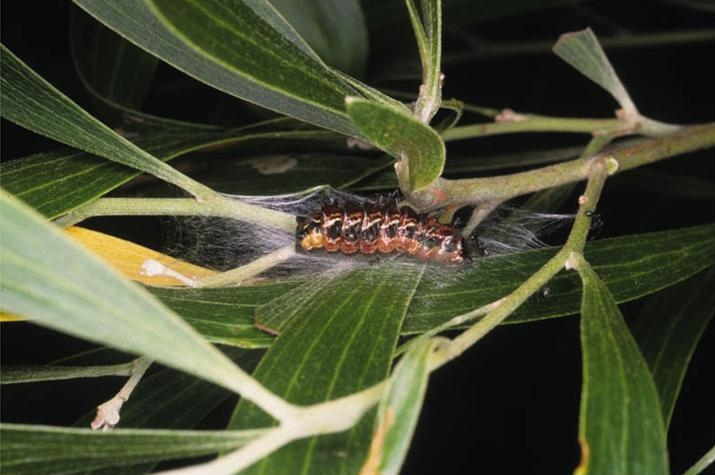
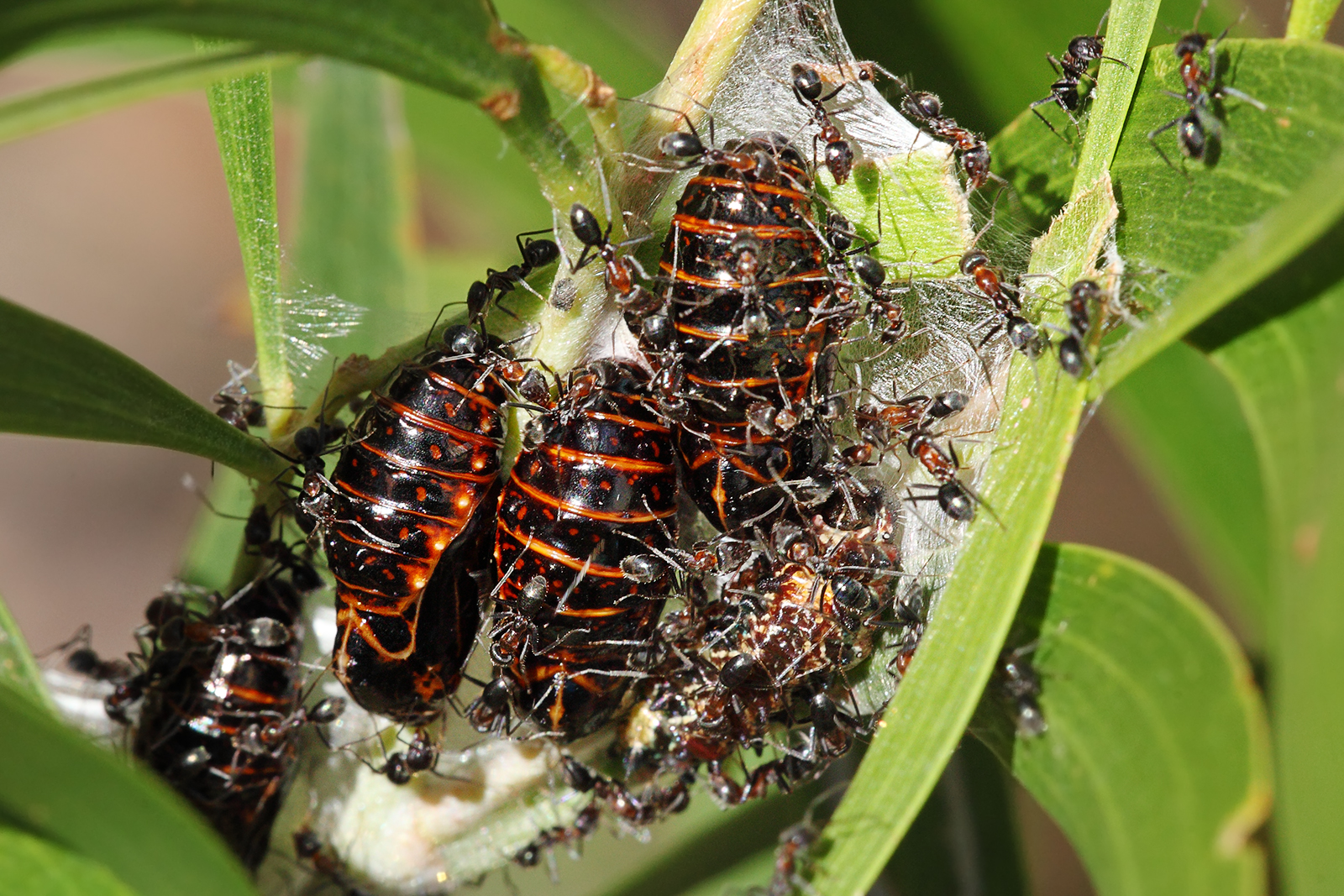
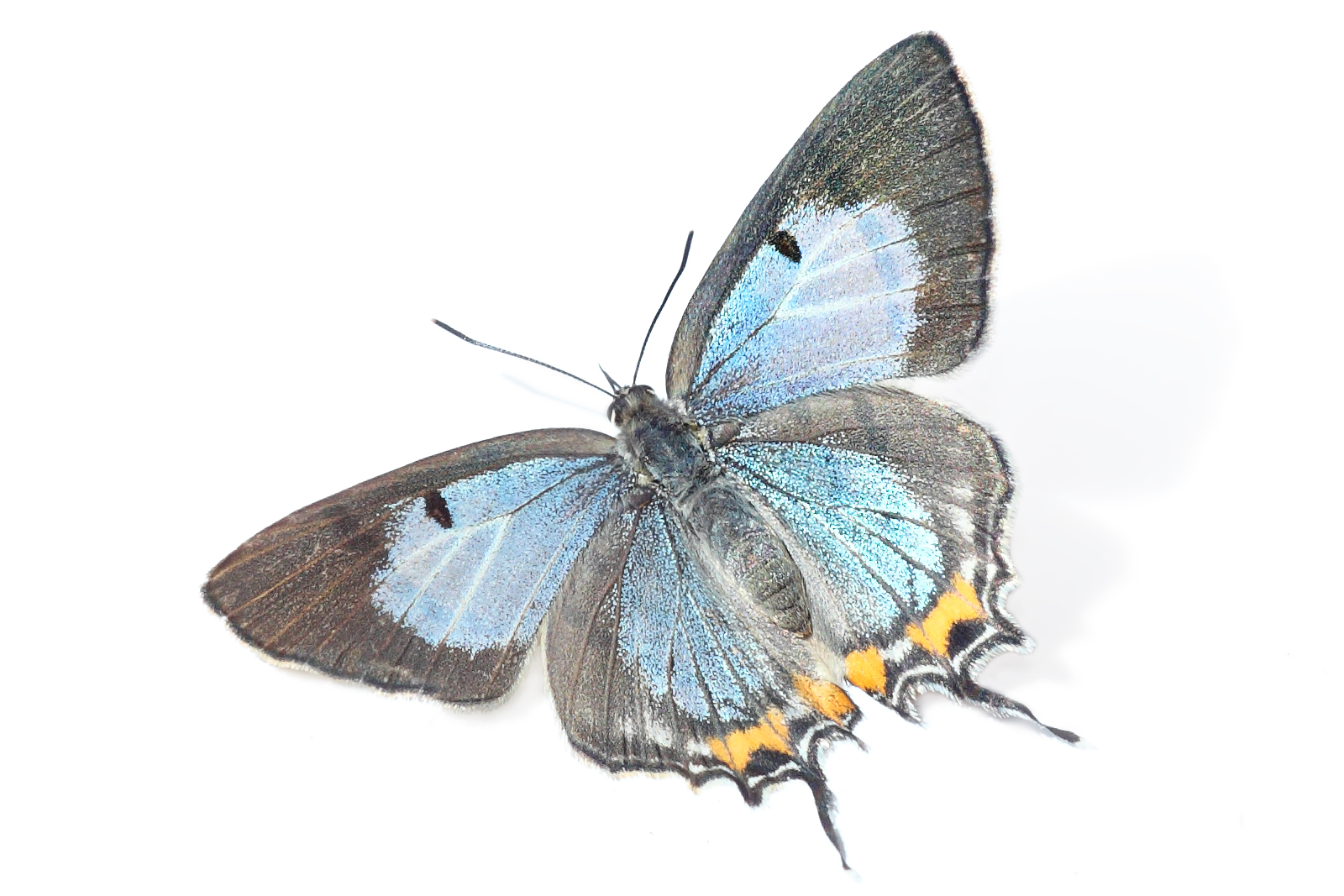